# 15 cm Kanone (Eisenbahn)
15 cm Kanone (Eisenbahn) − niemieckie działo kolejowe z okresu II wojny światowej. 15 K. (E) miała łoże kolejowe i była zasilana amunicją składaną. Było to najlżejsze działo tego typu. Była to dawna armata morska ustawiona na sześcioosiowej platformie kolejowej. Ponieważ było możliwe obracanie armaty o 360 stopni zastosowano specjalnie rozkładane podpory zabezpieczające wagon przed przechyleniami.